# أوفنبورغ
أوفنبورغ (بالألمانية: Offenburg) ومعنى إسمها القلعة المفتوحة وهي مدينة في ولاية بادن فورتمبرج في جنوب غرب ألمانيا بالقرب من الحدود مع فرنسا، يبلغ عدد سكانها 57,328 نسمة وتبلغ مساحتها 78.39 كلم مربع.

## المدن التوأم
- ألتنبورغ، ألمانيا
- بورهموود، المملكة المتحدة
- لونس لو سونييه، فرنسا
- بيترا ليجوري، إيطاليا

## أعلام
- ماكس مولر
- فيليكس روث
- جوسيف كوهلر
- مارتن فاغنر
- لورينز هوبر
- آيني بوردا